# Neurosécrétion

La neurosécrétion est la sécrétion d'hormones au niveau des cellules nerveuses.

## Définition
Certaines cellules nerveuses sont capables d'assurer leur fonction nerveuse tout en élaborant des sécrétions stockées dans de fines vésicules. Ces neurosécrétions élaborées près du noyau cheminent ensuite dans la fibre nerveuse (axone). Ces sécrétions sont libérées sur commande à l'extrémité de l'axone, au niveau de la synapse. Les vésicules fusionnent avec la membrane synaptique et s'ouvrent ainsi vers l'extérieur en déversant leur contenu. Les deux hormones majeures de la neurohypophyse : l'ocytocine et la vasopressine sont des neurosécrétions. De nombreuses autres substances élaborées dans les neurones entrent dans cette catégorie.

## Découverte des neurosécrétions
Les premières cellules neurosécrétrices ont été décrites dans la moelle épinière de certains sélaciens grâce à des colorations histologiques. Des méthodes analogues, mais plus élaborées, ont permis de les déceler dans les centres nerveux des poissons et ensuite dans ceux d'animaux appartenant à différents groupes zoologiques. 
Progressivement, après de nombreux travaux et de longues discussions, la notion de neurosécrétion formulée pour la première fois en 1953, s'imposa comme étant un mode fonctionnel spécifique propre à certains neurones.

## Localisation et parcours des neurones neurosécréteurs
Leur localisation dans le cerveau et dans les centres nerveux doit beaucoup aux techniques histophysiologiques et plus récemment aux techniques immunocytologiques. L'ocytocine et la vasopressine, par exemple, sont élaborées dans des neurones regroupés dans l'hypothalamus au-dessus des nerfs optiques (noyaux supraoptiques) ou au voisinage immédiat du 3e ventricule (noyaux paraventriculaires). Leurs fibres (axones) rejoignent la neurohypophyse par un long parcours parfaitement documenté. Les grains de neurosécrétion, bien visibles au microscope électronique, cheminent lentement dans les axones et s'accumulent à leur extrémité synatique en attendant leur libération conditionnée par l'influx nerveux.
À l'heure actuelle la cartographie des systèmes neurosécréteurs des Vertébrés et des Invertébrés est assez élaborée. Leur description n'entre pas le cadre de cet article.

## Élaboration des neurosécrétions
L'élaboration des neurosécrétions donne lieu à des images cytologiques qui sont en tout point comparables aux images décrites dans les cellules glandulaires. Les neurosécrétions peptidiques s'accumulent après leur synthèse sur les ribosomes dans les citernes de l'ergastoplasme. Elles sont ensuite acheminées vers l'appareil de golgi grâce aux vésicules de transport. Les grains de neurosécrétion très denses s'individualisent sur le bord de certains saccules golgiens et s'en détachent finalement. Chaque grain est entouré d'une membrane d'origine golgienne. L'ensemble de ces étapes a lieu dans le péricaryon où les neurosécrétions s'accumulent dans un premier temps avant d'entamer leur transport dans les axones. Ce sont ces accumulations qui donnent lieu aux images histologiques dont il était question plus haut.
Leur synthèse aboutit d'abord à des précurseurs de poids moléculaire élevé comportant par exemple une protéine la neurophysine et un peptide actif l'ocytocine. Au cours de leur maturation ces deux constituants seront scindés par des enzymes spécifiques. La neurophysine, qui est une protéine de 10 kDa, joue le rôle d'une protéine de transport en empêchant la diffusion du peptide au cours du trajet intra-axonal. In vitro la neurohysine forme des dimères et les récentes observations cristallographiques montrent qu'il y a formation de tetramères sur lesquels 4 peptides actifs se fixent dans des sites définis. Ce complexe se dissocie après l'excrétion des granules ce qui explique que l'on trouve de la neurophysine et de l'ocytocine dans le sang.
Les modalités de la synthèse sont analogues dans d'autres systèmes neurosécréteurs : production d'une pro-hormone; scission des molécules prohormonales en plusieurs fragments au cours de la maturation et finalement libération simultanée des différents produits en réponse à un stimulus. Ces séquences ont été bien étudiées dans plusieurs systèmes notamment dans ceux à endorphines.

## Transport des neurosécrétions
Le processus de transport des neurosécrétions dans les axones est relativement lent si on le compare à la vitesse de cheminement de l'influx nerveux. Comme l'ont montré des expériences d'injection de soufre radioactif à des rats, il faut attendre 10 heures avant que les produits radioactifs élaborés dans l'hypothalamus n'atteignent la posthypophyse. On en déduit une vitesse de transport de l'ordre d'1 mm par heure alors que, chez la même espèce, l'influx se propage à des vitesses se chiffrant entre 0,3 et 0,9 m/s. En fait, le transport des neurosécrétions s'effectue dans une gamme de vitesses s'étalant entre 1 mm par jour et 1 mm par heure. Ni l'aspect ni les autres caractéristiques cytologiques des grains de neurosécrétions ne changent au cours de leur trajet dans les axones, ce qui n'exclut pas une maturation de leur contenu. On sait depuis plusieurs décennies que leur déplacement est tributaire des neurotubules. Un traitement par la vinblastine, qui désorganise les neurotubules, provoque l'accumulation des neurosécrétions dans les péricaryons et dans certains secteurs des axones où ils forment des corps de Herring.

## Libération des neurosécrétions
Aussi bien une stimulation électrique de l'hypothalamus qu'une déshydratation prolongée provoquent une augmentation concomitante de la neurophysine et de la vasopressine dans la sang des rats. L'examen au microscope électronique a permis de préciser les modalités de la libération de ces produits. Les terminaisons neurosécrétrices contiennent de nombreux granules en attente de leur excrétion. Ils sont mélangés à de fines vésicules synaptiques typiques particulièrement abondantes dans la zone juxtamembranaire. Les neurotubules ne sont pas présents dans la partie terminale et ne semblent pas assurer le trafic des granules à ce niveau. Quelques figures d'exocytose typique avec fusion de la membrane des granules avec la membrane synaptique et éjection du contenu dense du granule ont été observées. Ces figures sont relativement rares, car l'excrétion proprement dite est rapide.